# 林家村 (利津县)
林家村 ，中华人民共和国山东省东营市利津县北宋镇所辖行政村。位于利津县南部。全村人口45户，139人(2010年底)。耕地面积205亩。行政区划代码370522101243。